# Giovanni Battista Josti
Giovanni Battista Josti (Mortara, 1799 – Torino, 26 agosto 1853) è stato un ingegnere e politico italiano.

## Biografia
Nacque a Mortara nel 1799 da una famiglia benestante e politicamente impegnata (il nonno e il padre furono sindaci della città), di tendenze liberali. Nel 1821, mentre studiava ingegneria all'Università di Torino, scoppiò la rivolta piemontese; Josti combatté tra le file dei costituzionali contro il generale La Tour, e fu costretto a riparare in Spagna.
Qui, sotto il comando di Vittorio Ferrero con cui aveva già operato nella rivolta torinese, combatté nelle guerrillas spagnole contro la restaurazione assolutistica. Anche quest'impresa non ebbe buon esito e Josti si sarebbe ridotto a mendicare a Barcellona, quando un piemontese, riconosciutolo dal suo accento lomellino, lo aiutò a raggiungere in nave Marsiglia. Qui visse qualche anno guadagnandosi da vivere come chimico in un laboratorio, e nel 1826 tornò in patria, dove per alcuni anni visse tranquillamente, come possidente agricolo.
Il suo impegno politico però si rifece vivo appena possibile: nel 1846 organizzò a Mortara il Congresso Agrario del Piemonte, e nel 1848 ebbe l'incarico da parte del governo piemontese di promuovere l'insurrezione lombarda: dopo le Cinque giornate di Milano, si portò al confine austriaco al Gravellone, presso Pavia, arringando i volontari della Lomellina. Nello stesso anno fu eletto deputato del collegio di Mortara.
Rappresentò tale collegio per quattro legislature, fino alla morte nel 1853. Appartenne all'estrema sinistra e sostenne sempre le idee più liberali. Nel 1852 aveva fondato a Mortara la Scuola Tecnica, da cui derivò l'attuale scuola media.